# Oleksandrivka, Stanîcino-Luhanske
Oleksandrivka (în ucraineană Олександрівка) este un sat în comuna Ciuhînka din raionul Stanîcino-Luhanske, regiunea Luhansk, Ucraina.

## Demografie
Componența lingvistică a localității Oleksandrivka
     Rusă (88,56%)
     Ucraineană (9,75%)
     Alte limbi (0,42%)
Conform recensământului din 2001, majoritatea populației localității Oleksandrivka era vorbitoare de rusă (88,56%), existând în minoritate și vorbitori de ucraineană (9,75%).